# Marisa Musu
Marisa Musu (Roma, 18 aprile 1925 – Roma, 3 novembre 2002) è stata una partigiana e giornalista italiana, Medaglia d'argento al valor militare.

## Biografia
Nasce a Roma da una famiglia sarda di idee antifasciste; i genitori, Domenico e Bastianina Martini, erano infatti originari di Sassari e saranno tra i fondatori del Partito d'Azione (1942).

### Durante la guerra
Nel 1942, a sedici anni e ancora studentessa del liceo classico Mamiani, tramite Lucio Lombardo Radice, Marisa entra nell'organizzazione clandestina del PCI insieme ad Adele Maria Jemolo, sua compagna di studi e futura moglie di Lombardo Radice. Si iscrive alla facoltà di fisica dell'Università di Roma.
Sin da giovanissima svolge attività illegali contro il fascismo e, dopo l'armistizio, partecipa alla battaglia per la difesa di Roma facendo la staffetta del comando militare.
Aderisce poi ai Gruppi di Azione Patriottica, con il nome di battaglia di "Rosa", nella formazione guidata da Franco Calamandrei, della quale fanno parte anche Carla Capponi, Maria Teresa Regard, Rosario Bentivegna, Mario Fiorentini, Lucia Ottobrini, Luigi Pintor, Pasquale Balsamo, Carlo Salinari e Franco Ferri. È la più giovane della formazione partigiana (diciotto anni).
“Rosa” partecipa a varie azioni contro i tedeschi. Il giorno 3 marzo 1944 è presente all'assassinio di Teresa Gullace. Nel trambusto che segue, la "gappista" Carla Capponi estrae la pistola e la punta contro l'uccisore, ma è subito circondata dalle donne presenti e arrestata dai tedeschi. Nella confusione, Marisa ha la prontezza di sottrarle l'arma e di infilarle in tasca la tessera di un'associazione fascista, grazie alla quale la Capponi riesce a convincere l'ufficiale che la interroga della sua estraneità all'azione e riacquistare la libertà.
Il 23 marzo "Rosa" partecipa, armata di bombe da mortaio, all'attacco contro una compagnia della polizia tedesca del battaglione Bozen in transito su via Rasella, con il compito di “coprire” la fuga di Bentivegna e della Capponi. L'attacco provoca la morte di 33 militari tedeschi e due civili italiani. La rappresaglia all'azione è nota come eccidio delle Fosse Ardeatine. I gappisti non subiscono perdite.
Musu viene catturata dalla polizia il 7 aprile, insieme a Pasquale Balsamo e Ernesto Borghesi; fortunatamente i commissari Antonio Colasurdo e De Longis, che erano in collegamento con il CLN, li fanno passare per una banda di rapinatori comuni, facendoli rinchiudere nel carcere di Regina Coeli (Musu viene rinchiusa nel carcere femminile delle Mantellate). Viene condannata a morte dal tribunale di guerra nazista come criminale comune. Dopo il tradimento di Guglielmo Blasi, e prima che questi ne rivelasse l'appartenenza ai GAP, la Musu, fingendosi malata, si fa trasferire all'Ospedale Santo Spirito in Sassia, da dove, a fine maggio, riesce ad evadere. Esce dalla clandestinità con la liberazione di Roma.

### Dopo la Liberazione
Nel dopoguerra continua l'attività politica nel PCI, lavorando per anni con Enrico Berlinguer nella Federazione Giovanile Comunista Italiana, entrando poi a far parte del comitato centrale del partito, che rappresenta anche per diversi anni nel consiglio comunale di Roma. È stata inoltre vicepresidente della Federazione Mondiale della Gioventù Democratica e presidente dell'Associazione Ragazze d'Italia. Diventa giornalista professionista, lavora a Paese Sera e a L'Unità. Per conto di questi quotidiani è stata inviata a Praga nel 1968, in Vietnam, in Mozambico, in Palestina e in America latina.
A metà degli anni settanta opera dietro compenso come informatrice dell'Ufficio Affari Riservati diretto da Federico Umberto D'Amato, con il nome in codice "Stanislao". Pur confermando di aver avuto un contatto con D'Amato, la Masu ha sempre smentito di esserne stata a libro paga, e anche all'interno del Partito Comunista la notizia della sua collaborazione con i servizi segreti è stata accolta con scetticismo. Da una lettura delle informative consultabili, non emergono comunque rivelazioni eclatanti da parte sua, ma solo sporadici riferimenti alla vita privata dei dirigenti comunisti.
È stata membro del Direttivo nazionale dell'Associazione Nazionale Partigiani d'Italia (ANPI), vicepresidente dell'ANPI provinciale di Roma, membro del Consiglio nazionale degli Utenti, presidente del Comitato TV e Minori, membro della Commissione per le Revisioni cinematografiche. Dopo la svolta della Bolognina aderì a Rifondazione Comunista.
Morì all'età di 77 anni il 3 novembre 2002.

#### IlCoordinamento genitori democratici(CGD)
Nel 1976 è con Gianni Rodari tra i fondatori del Coordinamento genitori democratici, associazione impegnata ad insegnare e praticare i valori di una scuola antifascista, laica e democratica; ne è anche presidente nazionale per alcuni anni, per oltre dieci anni è stata direttrice, succedendo nell'incarico a Rodari, del mensile Il giornale dei Genitori. Il CGD è stato uno dei "partiti" alle elezioni triennali degli organi collegiali della scuola pubblica.

### Riconoscimenti
A Marisa Musu è intitolata la biblioteca Comunale di Rosignano Solvay e, in occasione del 60º Anniversario della Liberazione, il Comune di Cinisello Balsamo le ha intitolato una via della città. Sempre il comune di Cinisello Balsamo ha istituito il riconoscimento "Marisa Musu".
Le è intitolato un circolo di Rifondazione Comunista nel quartiere Trieste a Roma.
A lei e a Maria Teresa Regard è stata intitolata una Sezione dell'ANPI istituita nella primavera del 2011 a Roma nel II Municipio.
Nel 2015, il Comune di Roma le ha dedicato un tratto del percorso ciclopedonale che da Ponte Milvio porta a Castel Giubileo.
A lei è stata anche dedicata la Sezione dell'ANPI di Alghero (SS) e di Calvi dell'Umbria (TR).

## Opere
- Marisa Musu, Enrico Berlinguer, La lotta della gioventù per la democrazia, Roma, Centro Diffusione Stampa del PCI, 1947
- Marisa Musu, Elvira Pajetta, Alle ragazze d'Italia, Roma, CDS, 1949
- Marisa Musu, a cura di Ennio Polito La ragazza di via Orazio. Vita di una comunista irrequieta, Mursia, 1997
- Marisa Musu, Ennio Polito, Roma ribelle. La resistenza nella capitale 1943-1944, Teti, 1999
- Marisa Musu, Ennio Polito, I bambini dell'Intifada. Venti storie di ragazzi palestinesi. Un'indagine sull'infanzia nei Territori occupati, Editori Riuniti, Roma, 1991
- a cura di Marisa Musu e Luisa Quaranta, Il bambino violato, La Nuova Italia, 1991
- Carlo Bernardini, Giorgio Celli, Tullio De Mauro, Emanuele Luzzati, Marisa Musu, Dire fare giocare con Gianni Rodari: Luoghi, personaggi, animali, invenzioni della fantasia dei bambini, Firenze, Fatatrac, 1990